# Manzices
Manzices (em parta: m’nzk; romaniz.: *Manzag; em grego clássico: Μανζικ; romaniz.: Manzik) foi dignitário sassânida do século III, ativo durante o reinado do xá Sapor I (r. 240–270). É conhecido apenas a partir da inscrição Feitos do Divino Sapor segundo a qual era um eunuco. Aparece numa lista de dignitários da corte e está classificado na sexagésima quarta posição dentre os 67 dignitários.